# Lodewijk I van Blois
Lodewijk I van Blois ook gekend als Lodewijk I van Châtillon (? - Crécy-en-Ponthieu, 26 augustus 1346) was van 1342 tot 1346 graaf van Blois en van 1344 tot 1346 graaf van Soissons.

## Levensloop
Lodewijk was de oudste zoon van graaf Gwijde I van Blois en diens echtgenote Margaretha, dochter van graaf Karel van Valois. In 1340 huwde hij in Soissons met Johanna van Soissons, dochter van heer Jan van Beaumont en gravin Margaretha van Soissons. Ze kregen minstens drie kinderen:
- Lodewijk II (overleden in 1372), graaf van Blois en Soissons
- Jan II (1342-1381), graaf van Blois
- Gwijde II (1345-1397), graaf van Blois

In 1342 volgde hij zijn overleden vader op als graaf van Blois. Twee jaar later, in 1344, werd hij eveneens graaf van Soissons nadat zijn echtgenote Johanna dit graafschap van haar moeder had geërfd. 
In 1346 nam Lodewijk aan de zijde van koning Filips VI van Frankrijk deel aan de Slag bij Crécy, waarbij hij sneuvelde.

## Voorouders
| Voorouders van Lodewijk I van Blois (-1346) | Voorouders van Lodewijk I van Blois (-1346)                            | Voorouders van Lodewijk I van Blois (-1346)                            | Voorouders van Lodewijk I van Blois (-1346)                            | Voorouders van Lodewijk I van Blois (-1346)                            | Voorouders van Lodewijk I van Blois (-1346)                                 | Voorouders van Lodewijk I van Blois (-1346)                                 | Voorouders van Lodewijk I van Blois (-1346)                            | Voorouders van Lodewijk I van Blois (-1346)                            |
| ------------------------------------------- | ---------------------------------------------------------------------- | ---------------------------------------------------------------------- | ---------------------------------------------------------------------- | ---------------------------------------------------------------------- | --------------------------------------------------------------------------- | --------------------------------------------------------------------------- | ---------------------------------------------------------------------- | ---------------------------------------------------------------------- |
| Overgrootouders                             | Gwijde III van Saint-Pol (-1289) ∞ Mathilde van Brabant (1224-1288)]   | Gwijde III van Saint-Pol (-1289) ∞ Mathilde van Brabant (1224-1288)]   | Gwijde van Dampierre (1226–1305) ∞ Isabella van Luxemburg (1247-1298)  | Gwijde van Dampierre (1226–1305) ∞ Isabella van Luxemburg (1247-1298)  | Filips III van Frankrijk (1245-1285) ∞ 1262 Isabella van Aragón (1247-1271) | Filips III van Frankrijk (1245-1285) ∞ 1262 Isabella van Aragón (1247-1271) | Karel II van Napels (1254-1309) ∞ 1270 Maria van Hongarije (1257-1323) | Karel II van Napels (1254-1309) ∞ 1270 Maria van Hongarije (1257-1323) |
| Grootouders                                 | Hugo II van Blois (1258-1307) ∞ 1313 Beatrix van Dampierre (1272-1304) | Hugo II van Blois (1258-1307) ∞ 1313 Beatrix van Dampierre (1272-1304) | Hugo II van Blois (1258-1307) ∞ 1313 Beatrix van Dampierre (1272-1304) | Hugo II van Blois (1258-1307) ∞ 1313 Beatrix van Dampierre (1272-1304) | Karel van Valois (1270-1325) ∞ Margaretha van Anjou (1273-1299)             | Karel van Valois (1270-1325) ∞ Margaretha van Anjou (1273-1299)             | Karel van Valois (1270-1325) ∞ Margaretha van Anjou (1273-1299)        | Karel van Valois (1270-1325) ∞ Margaretha van Anjou (1273-1299)        |
| Ouders                                      | Gwijde I van Blois (-1342) ∞ Margaretha van Valois (1315-1349)         | Gwijde I van Blois (-1342) ∞ Margaretha van Valois (1315-1349)         | Gwijde I van Blois (-1342) ∞ Margaretha van Valois (1315-1349)         | Gwijde I van Blois (-1342) ∞ Margaretha van Valois (1315-1349)         | Gwijde I van Blois (-1342) ∞ Margaretha van Valois (1315-1349)              | Gwijde I van Blois (-1342) ∞ Margaretha van Valois (1315-1349)              | Gwijde I van Blois (-1342) ∞ Margaretha van Valois (1315-1349)         | Gwijde I van Blois (-1342) ∞ Margaretha van Valois (1315-1349)         |

- Gemeinsame Normdatei: 137956436
- Virtual International Authority File: 86117266